# Les licteurs rapportent à Brutus les corps de ses fils
 (octobre 2018).
Si vous disposez d'ouvrages ou d'articles de référence ou si vous connaissez des sites web de qualité traitant du thème abordé ici, merci de compléter l'article en donnant les références utiles à sa vérifiabilité et en les liant à la section « Notes et références ».
Les licteurs rapportent à Brutus les corps de ses fils est un tableau peint par Jacques-Louis David en 1789.  Il représente le retour des corps des fils de Brutus. C'est leur père lui-même qui décida leur exécution, après qu'ils eurent comploté pour rétablir la monarchie : en cela Brutus représente le dévouement sans faille à la République, au-delà de tout intérêt d'ordre privé.

## Historique de l'œuvre
Commandé par les Bâtiments du Roi pour le Salon de 1787, le tableau est réalisé deux ans plus tard. Acheté 6 000 livres par le roi, il est exposé au Salon de 1789 et au salon de 1791. Il appartient aux collections du Louvre depuis 1793 et est exposé aux côtés d'autres œuvres de David comme le Serment des Horaces, ou Le Sacre de Napoléon.
Jacques-Louis David a choisi pour son œuvre d'inventer une scène qui n'apparaît dans aucune source antique.

## Description
La scène se déroule dans les appartements du consul et les tons sont majoritairement ocre-orangé. L'espace de la scène est délimité dans le tableau par les colonnes doriques et les parois drapées qui empêchent toute profondeur de champ. Le consul Brutus est assis sur une chaise curule en bas à gauche dans l'ombre. Derrière lui, les licteurs défilent portant les corps de ses fils. On aperçoit les pieds de l'un à gauche, et une partie du corps de l'autre peinte en raccourci dans l'ombre du couloir. À droite, la femme et les filles de Brutus pleurent la mort des jeunes hommes tandis qu'une femme plus âgée dissimule son visage dans son vêtement. Au centre, une chaise vide et une table sur laquelle on voit un travail de couture laissé inachevé.

## Analyse du tableau
Les protagonistes peuvent quasiment être découpés :
- Brutus à gauche au premier plan, inflexible,
- les fils à gauche en arrière plan,
- la mère et ses deux filles à droite, qui avaient aidé les garçons et manifestent leur désespoir.

Inflexible, Brutus tient dans sa main gauche un papier qu'il froisse. Ses pieds sont crispés et de sa main droite il semble se désigner. La statue en bronze située derrière lui représente Rome.
Le bras  de la mère montre un corps qui est celui d'un des fils de Brutus. De l'autre bras elle soutient le corps de sa fille évanouie, tandis que l'autre se réfugie dans les bras de sa mère. Le drapé de la mère est en continuité avec la chaise, indiquant qu'elle vient de se lever brusquement.
L’œil est attiré par les femmes qui sont dans une partie très lumineuse. Brutus est quant à lui dans une partie sombre, très écrasé par ce qui l'entoure - d'un côté les femmes qui pleurent la mort de leurs fils ou de leurs frères, et au-dessus de lui, le cadavre de ceux-ci.

À l'extrémité droite du cadre, une femme qui semble plus âgée dissimule son visage dans un drapé bleu.

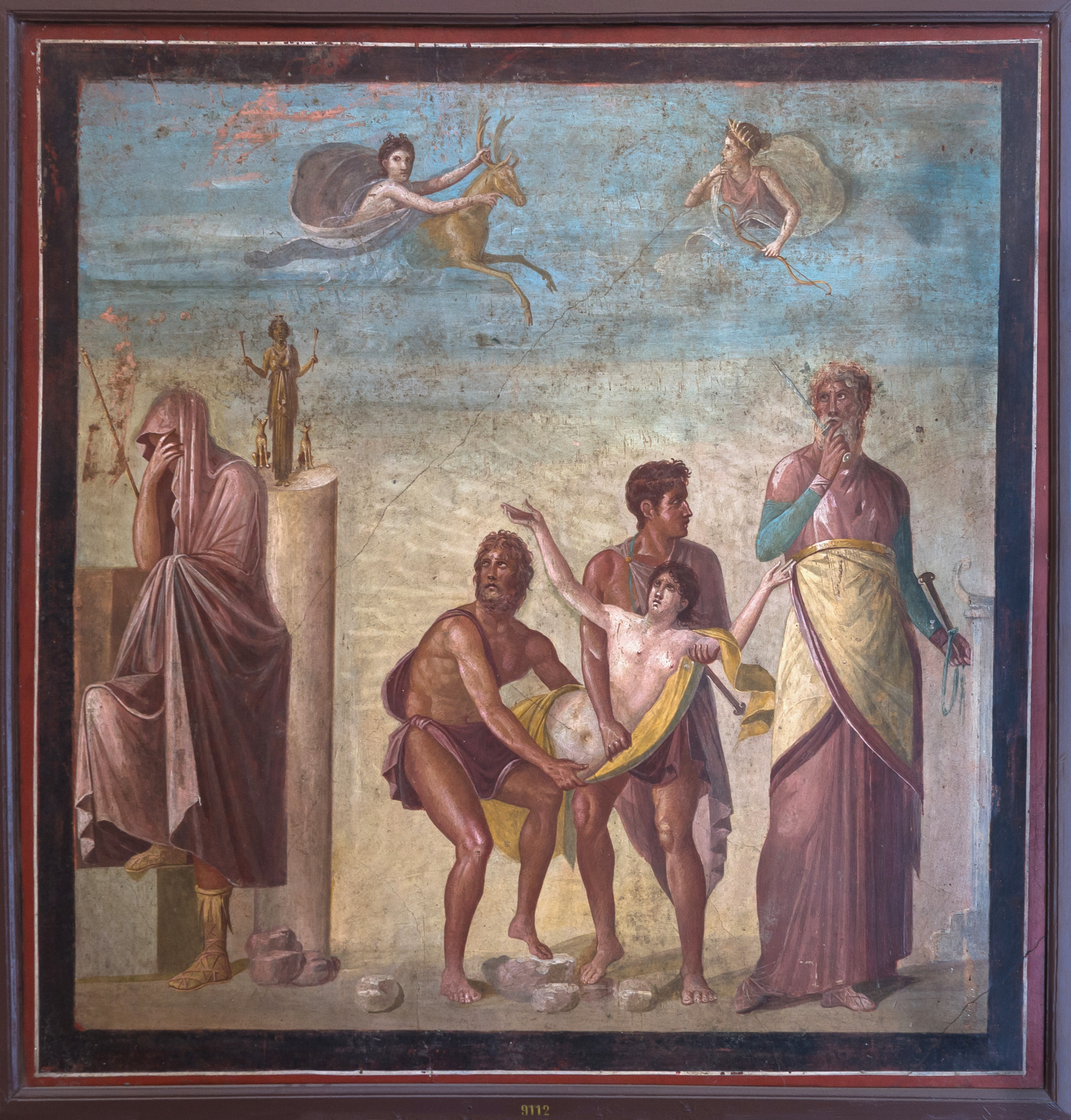
Le Sacrifice d'Iphigénie, copie du Ier s d'après un original du peintre grec Timanthe (Ve s. av.J.-C.)

Sur la table derrière la femme tendant le bras, une corbeille à ouvrage constitue un motif de nature morte dans l'ensemble plus vaste qu'est cette peinture historique. Tache claire tranchant sur le rouge de la nappe et le vert du rideau, elle n'apporte rien au récit lui-même, tout en suggérant que ce drame a interrompu une vie domestique paisible.
Le personnage voilé, les autres affligés, le père infanticide et positionné sous une statue : beaucoup d'éléments de cette toile reprennent la fresque antique Le Sacrifice d'Iphigénie du peintre grec Timanthe.

## Une œuvre néoclassique
Cette œuvre est emblématique du style de David et plus généralement du néoclassicisme français et de la peinture d'histoire, avec le souvenir de soldats romains héroïques, des personnages peu nombreux, une composition simple, une géométrie verticale et horizontale (présente à travers les colonnes, les draperies, la civière et les corps des fils décapités des couleurs sobres), des dimensions considérables.
Le sujet antique et la composition en frise sont typiques du style de Joseph-Marie Vien, maître de David. Les thèmes abordés correspondent à ce qui était attendu de la peinture à l'époque, dans une société française influencée par la découverte de Pompéi et d'Herculanum, et les Lumières.
L'engagement politique de Brutus contraste ici avec les affections familiales et la tristesse des femmes,  l'image de l'opposition, courante chez David, entre des femmes qui pleurent et expriment leurs sentiments et des figures guerrières et impassibles d'hommes.
La référence à la République romaine n'est cependant pas de la part de David un manifeste révolutionnaire ou républicain, puisque l'œuvre a été commandée par les Bâtiments du Roi et livrée au Roi, et peinte avant la Première République.

De plus le sujet de la commande était : Coriolan empêché par les siens de se venger de Rome mais David a choisi de prendre le thème de Brutus car le sujet demandé ne l'intéressait pas. Le sujet retenu par David, Brutus qui a détruit les tyrans ayant renversé Rome, est à mettre en parallèle avec la Révolution Française. En effet Brutus va devenir un symbole de la Révolution ainsi J.P. Brissot va dire :   
"Osera-t-il remonter au berceau des sociétés et nous y montrer les peuples égaux de leurs rois, stipulant avec eux de leur obéissance pour prix de leur sûreté, leur bonheur pour prix de leur foi ? Osera-t-il peindre avec des couleurs noires les tyrans qui ont déchiré ce pacte social, couronner les Brutus qui, d'une main courageuse, les ont punis ?  
Donc Jacques-Louis David n'hésitait pas à "couronner les Brutus" qui symbolisaient les révolutionnaires qui allaient bientôt punir la noblesse et la royauté.